# Czeczeliwka
Czeczeliwka (ukr. Чечелівка) – wieś na Ukrainie, w obwodzie winnickim, w rejonie hajsyńskim, nad Wyłą. W 2001 roku liczyła 1129 mieszkańców.